# Салех, Дарвин Захеди
Дарвин Захеди Салех (индон. Darwin Zahedy Saleh; 29 октября 1960, Риау — 7 февраля 2025, Джакарта) — индонезийский государственный деятель. Министр энергетики и природных ресурсов Индонезии (2009—2011).

## Биография
Родился 29 октября 1960 года в округе Нижняя Индрагири, провинция Риау. Полное имя — Дарвин Захеди Салех Эмад. В разное время работал финансовым консультантом, менеджером и банкиром; читал лекции в Университете Индонезия. Член Демократической партии.
Салех умер 7 февраля 2025 года в Джакарте, Индонезия, в возрасте 64 лет.